# ビルゼイト大学
ビルゼイト大学（びるぜいとだいがく、アラビア語 : جامعة بيرزيت、英語：Birzeit University）はパレスチナ国ヨルダン川西岸地区ビルゼイトの公立大学で、社会問題省によって慈善団体に登録されている。パレスチナ教育高等教育省の認定を受けている。1924年に女子のための小学校として設立され、1975年に大学となる。
総合大学として、9つの学部（アーツ、サイエンス、ビジネスと経済学、法学・行政学部、工学・技術学部、薬学・看護学・医療学部、教育学部、芸術音楽とデザイン、大学院）を構えている。これらは学生向けに76の B.A.プログラム、大学院生向けに34の M.A.プログラムを提供している。2020年の時点で、15,000人以上の学生が学士号、修士号、博士号に登録されている。

## 歴史

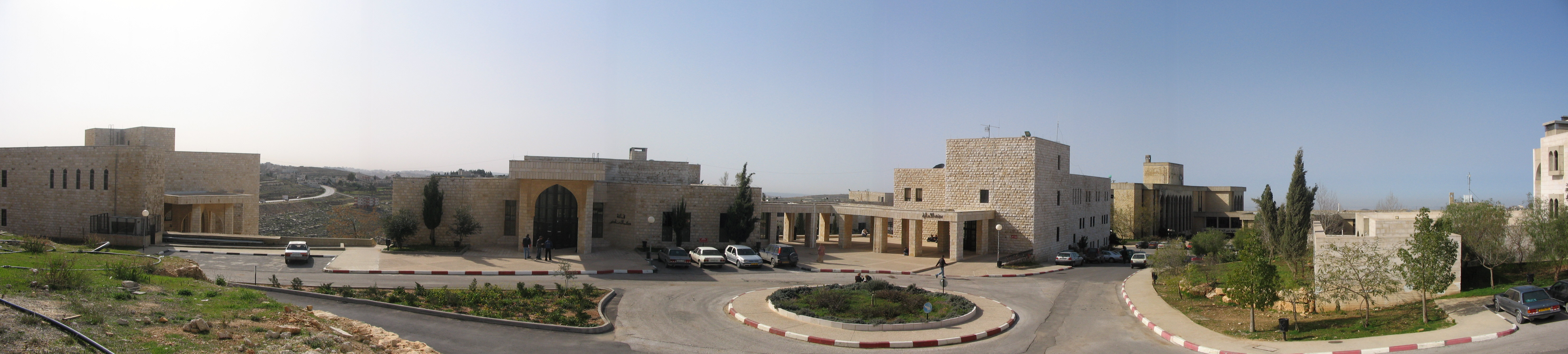
ビルゼイト大学のキャンパス（2005）

1924年ビルゼイトと周辺の村々の女子のための「ビルゼイト小学校」が、ナビハナセル（Nabiha Nasir, 1891-1951)によって開校された。この地域の最初の学校の一つである。1930年に男女共学の中学校となり、1932年には「ビルゼイト高等学校」へと改名される。1942年には「ビルゼイト大学」と改称される。1953年に新入生の高等教育クラスが法人化され、1961年には2学年のクラスも法人化される。

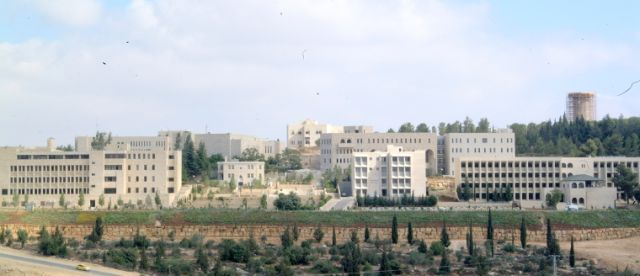
ビルゼイト大学のキャンパス（2007）

2006年に情報科学部が設立される（のちに工学部と合併して「工学・技術学部」となる）。2007年には芸術学部が開設される。2008年には「薬学・医療学部」が開設される。（のちに「薬学・看護学・医療学部」と改名される）。
2015年には初の博士号課程が社会科学からスタートした。2016年ではWebometricsの大学ランキングの一月版で全国一位となった。2018年には「芸術音楽とデザイン学部」が開設される。2018年QS世界大学ランキングでは国内でトップであり、世界の大学の上位3％に入った。2019年も同様の結果であった。
2021年8月にビシャーラ・ドゥマニ博士（Dr. Beshara Doumani）が大学の学長に就任した。
イスラエル国防軍によって1988年から1992年にかけて大学が封鎖される。ビルゼイト大学はイスラエルの占領地で再開した6つの大学のうち最後であった。2021年12月14日では、イスラエル兵とイスラエル総保安庁が、ハマスの独房に関与したと思われる多数の学生を拘束し、組織を支援するために資金援助を行ったと非難した。2022年1月10日にミスタアラビムは大学を襲撃し、一人の学生の足に負傷を負わせた。そしてキャンパスの動員と占領に抗議した他の4人の学生活動家を拘束した。

## 理事会
パレスチナ人コミュニティから選出された教育専門家で構成される理事会が、大学を管理している。理事会は学長の指名、学長
が推薦する副学長や学部長の承認を行う。また理事会は評議会が提案する予算や年間計画を承認する。

## 管理
大学は2学期制（秋学期・春学期）で、夏期の2カ月もクラスを開講している。
多数のパレスチナ人やアラブ人、国際的な財団、そして個人からのサポートを受けている。

## 学部
大学は9つの学部（アーツ、サイエンス、ビジネスと経済学、法学・行政学部、工学・技術学部、薬学・看護学・医療学部、教育学部、大学院、芸術音楽とデザイン）で構成される。
学士号の習得に向けて76のプログラムを提供している。大学院では修士号に向けて32のプログラムを提供している。社会科学の博士課程も開講している。

## 著名人
現在、パレスチナ政府の大臣として任命された教授が多くいる。アメリカが支援する中東和平に向けたパレスチナの交渉チームでは、メンバーのうち13人が大学職員であった。ハナン・アシュラウィ（en）は文学を教えていた。
南アフリカ生まれのスタンリー・コーエン（社会学者）（en）は、1980年から96年にかけてヘブライ大学で犯罪学の教鞭をとっている間、パレスチナ人職員と学生のサポートのためにビルゼイトで働いていた。
サイード・アブ・アリ（en）は准教授として勤務していた。